# А и Б
«А и Б» — студийный электрический альбом Ольги Арефьевой и группы «Ковчег», изданный в сентябре 2006 года.

## Список композиций
Все песни, кроме отмеченных, написаны Ольгой Арефьевой.
| №                   | Название                                                  | Длительность |
| ------------------- | --------------------------------------------------------- | ------------ |
| 1.                  | «А и Б»                                                   | 4:02         |
| 2.                  | «Белый шаман»                                             | 4:48         |
| 3.                  | «Дезертир»                                                | 5:32         |
| 4.                  | «Родина»                                                  | 4:49         |
| 5.                  | «Ночь 1000 волков»                                        | 4:56         |
| 6.                  | «Тот»                                                     | 3:09         |
| 7.                  | «Хамелеон»                                                | 3:14         |
| 8.                  | «Горицвет»                                                | 4:19         |
| 9.                  | «Фига»                                                    | 3:38         |
| 10.                 | «Поезд за горизонт»                                       | 4:01         |
| 11.                 | «Только не плачьте» (по мотивам кубинской народной песни) | 4:53         |
| 12.                 | «Птица»                                                   | 4:04         |
| 13.                 | «Скафандр»                                                | 3:55         |
| 14.                 | «Мама-мама»                                               | 4:58         |
| Общая длительность: | Общая длительность:                                       | 1:00:18      |

| №                   | Название                                                                    | Длительность |
| ------------------- | --------------------------------------------------------------------------- | ------------ |
| 15.                 | «Орландина» (автор - Алексей Хвостенко)                                     | 4:30         |
| 16.                 | «Дрянь» (автор - Майк Науменко) (запись с концерта в ЦДХ, 27.11.2005)       | 4:46         |
| 17.                 | «Summertime» (автор - Джордж Гершвин) (запись с концерта в ЦДХ, 27.11.2005) | 6:23         |
| Общая длительность: | Общая длительность:                                                         | 15:39        |

## Участники записи
- Ольга Арефьева — вокал, гитара (14)
- Сергей Суворов — бас-гитара, звукорежиссура, сведение, мастеринг
- Пётр Акимов — клавиши, виолончель (13)
- Сергей Ватаву — гитара
- Сергей Жариков — барабаны
- Айдар Гайнуллин — баян (3)